# Gerd Meyer
Gerd Meyer (5 de octubre de 1963) es un deportista alemán que compitió para la RFA en remo. Ganó dos medallas en el Campeonato Mundial de Remo, oro en 1987 y bronce en 1988.

## Palmarés internacional
| Campeonato Mundial | Campeonato Mundial     | Campeonato Mundial | Campeonato Mundial        |
| Año                | Lugar                  | Medalla            | Prueba                    |
| ------------------ | ---------------------- | ------------------ | ------------------------- |
| 1987               | Copenhague (Dinamarca) | Medalla de oro     | Cuatro sin timonel ligero |
| 1988               | Milán (Italia)         | Medalla de bronce  | Cuatro sin timonel ligero |